# Itajaí Vôlei
O Itajaí Vôlei, atual nome fantasia da Associação Desportiva - Pro-Sport, é uma equipe brasileira de voleibol feminino da cidade de Itajaí, Santa Catarina. 
Idealizado pela ex-jogadora Elisângela Oliveira, foi anunciado em 2018 como Vôlei Londrina, tendo-se consagrado vice-campeão da Superliga B de 2018. Após ter conquistado o acesso à elite do voleibol brasileiro, mudou de sede e nome, tendo-se tornado Vôlei Balneário Camboriú.
Desde o final de 2019, após uma nova mudança, é conhecido como Itajaí Vôlei.

## Histórico
Em 2018, a ex-atleta de voleibol Elisângela Oliveira apresentou o Vôlei Londrina como uma das equipes que disputariam a Superliga B de 2018. O seu objetivo principal era levar e manter uma equipe de sua cidade-natal na primeira divisão do campeonato nacional da modalidade. Após cinco partidas na fase principal e duas nas semi-finais, a equipe londrinense contentou-se com o vice-campeonato da segunda divisão feminina, após ter perdido a final para o rival da capital paranaense, Curitiba Vôlei, por 3 sets a 2.
Após ter conquistado a vaga para a elite do voleibol brasileiro feminino com o vice-campeonato, a equipe perdeu o apoio do seu patrocinador master e não conseguiu patrocínio local para continuar as suas atividades em Londrina. Em junho de 2018, Elisângela anunciou a mudança de sede do projeto para a cidade catarinense de Balneário Camboriú, tendo-o transformado em Vôlei Balneário Camboriú. Para a temporada de 2018-19, foram contratadas nomes conhecidos como Silvana Fernandes Papini, Priscila Oliveira Heldes e Ivna Marra, mas a equipe não obteve bons resultados, tendo finalizado na última colocação, com apenas três vitórias obtidas em vinte e dois confrontos. 
Após falta de investimento e divergências com a FMEBC - Fundação Municipal de Esportes de Balneário Camboriú, o clube mudou de sede pela segunda vez em sua história, após confirmação do apoio da FMEL - Fundação Municipal de Esporte e Lazer de Itajaí, tendo-se tornado Itajaí Vôlei.

## Títulos e campanhas de destaque
- Superliga B: 2018

## Símbolos
| Evolução da Equipe         | Evolução da Equipe                   | Evolução da Equipe        | Evolução da Equipe |
| Vôlei Londrina 2018 – 2018 | Vôlei Balneário Camboriú 2018 – 2019 | Itajaí Vôlei 2019 – Atual |                    |
| -------------------------- | ------------------------------------ | ------------------------- | ------------------ |

## Elenco atual
- Rosane de Andrade Maggione Silva - Levantadora
- Juliana Odilon Drugovich - Líbero
- Laiza Kelly Figueiredo Ferreira - Oposta
- Ariele Cristiane Ferreira - Ponteira
- Priscila Oliveira Heldes - Levantadora
- Raquel Loff da Silva - Central
- Ivna Franco Marra Colombo do Nascimento - Ponteira
- Paula Camila Mohr - Ponteira
- Ariane Helena Pinto Teixeira - Oposta
- Adriani Vilvert Joaquim - Central
- Ana Paula Guth - Central
- Silvana Fernandes Papini - Líbero

### Comissão técnica
- Maurício Thomas - técnico
- Cássio Leandro das Neves Pereira - assistente técnica